# Albo d'oro del singolare maschile del torneo di Wimbledon
Questo è un elenco dei vincitori del singolare maschile del Torneo di Wimbledon. Il torneo non si è svolto dal 1915 al 1918 e dal 1940 al 1945 a causa delle due guerre mondiali e nel 2020 a causa della pandemia di COVID-19.

## Albo d'oro
| Anno        | Vincitore                                           | Finalista                                           | Punteggio                                           |
| ----------- | --------------------------------------------------- | --------------------------------------------------- | --------------------------------------------------- |
| 1877        | Spencer Gore                                        | William Marshall                                    | 6–1, 6–2, 6-4                                       |
| 1878        | Frank Hadow                                         | Spencer Gore                                        | 7–5, 6–1, 9–7                                       |
| 1879        | John Hartley (1)                                    | Vere St. Leger Goold                                | 6–2, 6–4, 6–2                                       |
| 1880        | John Hartley (2)                                    | Herbert Lawford (1)                                 | 6–3, 6–2, 2–6, 6–3                                  |
| 1881        | William Renshaw (1)                                 | John Hartley                                        | 6–0, 6–1, 6–1                                       |
| 1882        | William Renshaw (2)                                 | Ernest Renshaw (1)                                  | 6–1, 2–6, 4–6, 6–2, 6–2                             |
| 1883        | William Renshaw (3)                                 | Ernest Renshaw (2)                                  | 2–6, 6–3, 6–3, 4–6, 6–3                             |
| 1884        | William Renshaw (4)                                 | Herbert Lawford (2)                                 | 6–0, 6–4, 9–7                                       |
| 1885        | William Renshaw (5)                                 | Herbert Lawford (3)                                 | 7–5, 6–2, 4–6, 7–5                                  |
| 1886        | William Renshaw (6)                                 | Herbert Lawford (4)                                 | 6–0, 5–7, 6–3, 6–4                                  |
| 1887        | Herbert Lawford                                     | Ernest Renshaw (3)                                  | 1–6, 6–3, 3–6, 6–4, 6–4                             |
| 1888        | Ernest Renshaw                                      | Herbert Lawford (5)                                 | 6–3, 7–5, 6–0                                       |
| 1889        | William Renshaw (7)                                 | Ernest Renshaw (4)                                  | 6–4, 6–1, 3–6, 6–0                                  |
| 1890        | Willoughby Hamilton                                 | William Renshaw                                     | 6–8, 6–2, 3–6, 6–1, 6–1                             |
| 1891        | Wilfred Baddeley (1)                                | Joshua Pim (1)                                      | 6–4, 1–6, 7–5, 6–0                                  |
| 1892        | Wilfred Baddeley (2)                                | Joshua Pim (2)                                      | 4–6, 6–3, 6–3, 6–2                                  |
| 1893        | Joshua Pim (1)                                      | Wilfred Baddeley (1)                                | 3–6, 6–1, 6–3, 6–2                                  |
| 1894        | Joshua Pim (2)                                      | Wilfred Baddeley (2)                                | 10–8, 6–2, 8–6                                      |
| 1895        | Wilfred Baddeley (3)                                | Wilberforce Eaves                                   | 4–6, 2–6, 8–6, 6–2, 6–3                             |
| 1896        | Harold Mahony                                       | Wilfred Baddeley (3)                                | 6–2, 6–8, 5–7, 8–6, 6–3                             |
| 1897        | Reginald Doherty (1)                                | Harold Mahony                                       | 6–4, 6–4, 6–3                                       |
| 1898        | Reginald Doherty (2)                                | Laurence Doherty                                    | 6–3, 6–3, 2–6, 5–7, 6–1                             |
| 1899        | Reginald Doherty (3)                                | Arthur Gore (1)                                     | 1–6, 4–6, 6–3, 6–3, 6–3                             |
| 1900        | Reginald Doherty (4)                                | Sidney Smith                                        | 6–8, 6–3, 6–1, 6–2                                  |
| 1901        | Arthur Gore (1)                                     | Reginald Doherty                                    | 4–6, 7–5, 6–4, 6–4                                  |
| 1902        | Laurence Doherty (1)                                | Arthur Gore (2)                                     | 6–4, 6–3, 3–6, 6–0                                  |
| 1903        | Laurence Doherty (2)                                | Frank Riseley (1)                                   | 7–5, 6–3, 6–0                                       |
| 1904        | Laurence Doherty (3)                                | Frank Riseley (2)                                   | 6–1, 7–5, 8–6                                       |
| 1905        | Laurence Doherty (4)                                | Norman Brookes                                      | 8–6, 6–2, 6–4                                       |
| 1906        | Laurence Doherty (5)                                | Frank Riseley (3)                                   | 6–4, 4–6, 6–2, 6–3                                  |
| 1907        | Norman Brookes (1)                                  | Arthur Gore (3)                                     | 6–4, 6–2, 6–2                                       |
| 1908        | Arthur Gore (2)                                     | Herbert Barrett (1)                                 | 6–3, 6–2, 4–6, 3–6, 6–4                             |
| 1909        | Arthur Gore (3)                                     | Josiah Ritchie                                      | 6–8, 1–6, 6–2, 6–2, 6–2                             |
| 1910        | Anthony Wilding (1)                                 | Arthur Gore (4)                                     | 6–4, 7–5, 4–6, 6–2                                  |
| 1911        | Anthony Wilding (2)                                 | Herbert Barrett (2)                                 | 6–4, 4–6, 2–6, 6–2, ritiro                          |
| 1912        | Anthony Wilding (3)                                 | Arthur Gore (5)                                     | 6–4, 6–4, 4–6, 6–4                                  |
| 1913        | Anthony Wilding (4)                                 | Maurice McLoughlin                                  | 8–6, 6–3, 10–8                                      |
| 1914        | Norman Brookes (2)                                  | Anthony Wilding                                     | 6–4, 6–4, 7–5                                       |
| 1915 - 1918 | Non disputato a causa della prima guerra mondiale   | Non disputato a causa della prima guerra mondiale   | Non disputato a causa della prima guerra mondiale   |
| 1919        | Gerald Patterson (1)                                | Norman Brookes                                      | 6–3, 7–5, 6–2                                       |
| 1920        | Bill Tilden (1)                                     | Gerald Patterson                                    | 2–6, 6–2, 6–3, 6–4                                  |
| 1921        | Bill Tilden (2)                                     | Brian Norton                                        | 4–6, 2–6, 6–1, 6–0, 7–5                             |
| 1922        | Gerald Patterson (2)                                | Randolph Lycett                                     | 6–3, 6–4, 6–2                                       |
| 1923        | Bill Johnston                                       | Francis Hunter                                      | 6–0, 6–3, 6–1                                       |
| 1924        | Jean Borotra (1)                                    | René Lacoste                                        | 6–1, 3–6, 6–1, 3–6, 6–4                             |
| 1925        | René Lacoste (1)                                    | Jean Borotra (1)                                    | 6–3, 6–3, 4–6, 8–6                                  |
| 1926        | Jean Borotra (2)                                    | Howard Kinsey                                       | 8–6, 6–1, 6–3                                       |
| 1927        | Henri Cochet (1)                                    | Jean Borotra (2)                                    | 4–6, 4–6, 6–3, 6–4, 7–5                             |
| 1928        | René Lacoste (2)                                    | Henri Cochet                                        | 6–1, 4–6, 6–4, 6–2                                  |
| 1929        | Henri Cochet (2)                                    | Jean Borotra                                        | 6–4, 6–3, 6–4                                       |
| 1930        | Bill Tilden (3)                                     | Wilmer Allison                                      | 6–3, 9–7, 6–4                                       |
| 1931        | Sidney Wood                                         | Frank Shields                                       | walkover                                            |
| 1932        | Ellsworth Vines                                     | Bunny Austin (1)                                    | 6–4, 6–2, 6–0                                       |
| 1933        | Jack Crawford                                       | Ellsworth Vines                                     | 4–6, 11–9, 6–2, 2–6, 6–4                            |
| 1934        | Fred Perry (1)                                      | Jack Crawford                                       | 6–3, 6–0, 7–5                                       |
| 1935        | Fred Perry (2)                                      | Gottfried von Cramm (1)                             | 6–2, 6–4, 6–4                                       |
| 1936        | Fred Perry (3)                                      | Gottfried von Cramm (2)                             | 6–1, 6–1, 6–0                                       |
| 1937        | Don Budge (1)                                       | Gottfried von Cramm (3)                             | 6–3, 6–4, 6–2                                       |
| 1938        | Don Budge (2)                                       | Bunny Austin (2)                                    | 6–1, 6–0, 6–3                                       |
| 1939        | Bobby Riggs                                         | Elwood Cooke                                        | 2–6, 8–6, 3–6, 6–3, 6–2                             |
| 1940 - 1945 | Non disputato a causa della seconda guerra mondiale | Non disputato a causa della seconda guerra mondiale | Non disputato a causa della seconda guerra mondiale |
| 1946        | Yvon Petra                                          | Geoff Brown                                         | 6–2, 6–4, 7–9, 5–7, 6–4                             |
| 1947        | Jack Kramer                                         | Tom Brown                                           | 6–1, 6–3, 6–2                                       |
| 1948        | Bob Falkenburg                                      | John Bromwich                                       | 7–5, 0–6, 6–2, 3–6, 7–5                             |
| 1949        | Ted Schroeder                                       | Jaroslav Drobný (1)                                 | 3–6, 6–0, 6–3, 4–6, 6–4                             |
| 1950        | Budge Patty                                         | Frank Sedgman                                       | 6–1, 8–10, 6–2, 6–3                                 |
| 1951        | Dick Savitt                                         | Ken McGregor                                        | 6–4, 6–4, 6–4                                       |
| 1952        | Frank Sedgman                                       | Jaroslav Drobný (2)                                 | 4–6, 6–2, 6–3, 6–2                                  |
| 1953        | Vic Seixas                                          | Kurt Nielsen (1)                                    | 9–7, 6–3, 6–4                                       |
| 1954        | Jaroslav Drobný                                     | Ken Rosewall (1)                                    | 13–11, 4–6, 6–2, 9–7                                |
| 1955        | Tony Trabert                                        | Kurt Nielsen (2)                                    | 6–3, 7–5, 6–1                                       |
| 1956        | Lew Hoad (1)                                        | Ken Rosewall (2)                                    | 6–2, 4–6, 7–5, 6–4                                  |
| 1957        | Lew Hoad (2)                                        | Ashley Cooper                                       | 6–2, 6–1, 6–2                                       |
| 1958        | Ashley Cooper                                       | Neale Fraser                                        | 3–6, 6–3, 6–4, 13–11                                |
| 1959        | Alex Olmedo                                         | Rod Laver (1)                                       | 6–4, 6–3, 6–4                                       |
| 1960        | Neale Fraser                                        | Rod Laver (2)                                       | 6–4, 3–6, 9–7, 7–5                                  |
| 1961        | Rod Laver (1)                                       | Chuck McKinley                                      | 6–3, 6–1, 6–4                                       |
| 1962        | Rod Laver (2)                                       | Martin Mulligan                                     | 6–2, 6–2, 6–1                                       |
| 1963        | Chuck McKinley                                      | Fred Stolle (1)                                     | 9–7, 6–1, 6–4                                       |
| 1964        | Roy Emerson (1)                                     | Fred Stolle (2)                                     | 6–1, 12–10, 4–6, 6–3                                |
| 1965        | Roy Emerson (2)                                     | Fred Stolle (3)                                     | 6–2, 6–4, 6–4                                       |
| 1966        | Manolo Santana                                      | Dennis Ralston                                      | 6–4, 11–9, 6–4                                      |
| 1967        | John Newcombe (1)                                   | Wilhelm Bungert                                     | 6–3, 6–1, 6–1                                       |
| 1968        | Rod Laver (3)                                       | Tony Roche                                          | 6–3, 6–4, 6–2                                       |
| 1969        | Rod Laver (4)                                       | John Newcombe                                       | 6–4, 5–7, 6–4, 6–4                                  |
| 1970        | John Newcombe (2)                                   | Ken Rosewall (1)                                    | 5–7, 6–3, 6–2, 3–6, 6–1                             |
| 1971        | John Newcombe (3)                                   | Stan Smith                                          | 6–3, 5–7, 2–6, 6–4, 6–4                             |
| 1972        | Stan Smith                                          | Ilie Năstase (1)                                    | 4–6, 6–3, 6–3, 4–6, 7–5                             |
| 1973        | Jan Kodeš                                           | Alex Metreveli                                      | 6–1, 9–8(5), 6–3                                    |
| 1974        | Jimmy Connors (1)                                   | Ken Rosewall (2)                                    | 6–1, 6–1, 6–4                                       |
| 1975        | Arthur Ashe                                         | Jimmy Connors (1)                                   | 6–1, 6–1, 5–7, 6–4                                  |
| 1976        | Björn Borg (1)                                      | Ilie Năstase (2)                                    | 6–4, 6–2, 9–7                                       |
| 1977        | Björn Borg (2)                                      | Jimmy Connors (2)                                   | 3–6, 6–2, 6–1, 5–7, 6–4                             |
| 1978        | Björn Borg (3)                                      | Jimmy Connors (3)                                   | 6–2, 6–2, 6–3                                       |
| 1979        | Björn Borg (4)                                      | Roscoe Tanner                                       | 6(4)–7, 6–1, 3–6, 6–3, 6–4                          |
| 1980        | Björn Borg (5)                                      | John McEnroe (1)                                    | 1–6, 7–5, 6–3, 6(16)–7, 8–6                         |
| 1981        | John McEnroe (1)                                    | Björn Borg                                          | 4–6, 7–6(11), 7–6(4), 6–4                           |
| 1982        | Jimmy Connors (2)                                   | John McEnroe (2)                                    | 3–6, 6–3, 6(2)–7, 7–6(5), 6–4                       |
| 1983        | John McEnroe (2)                                    | Chris Lewis                                         | 6–2, 6–2, 6–2                                       |
| 1984        | John McEnroe (3)                                    | Jimmy Connors (4)                                   | 6–1, 6–1, 6–2                                       |
| 1985        | Boris Becker (1)                                    | Kevin Curren                                        | 6–3, 6(4)–7, 7–6(3), 6–4                            |
| 1986        | Boris Becker (2)                                    | Ivan Lendl (1)                                      | 6–4, 6–3, 7–5                                       |
| 1987        | Pat Cash                                            | Ivan Lendl (2)                                      | 7–6(5), 6–2, 7–5                                    |
| 1988        | Stefan Edberg (1)                                   | Boris Becker (1)                                    | 4–6, 7–6(2), 6–4, 6–2                               |
| 1989        | Boris Becker (3)                                    | Stefan Edberg                                       | 6–0, 7–6(1), 6–4                                    |
| 1990        | Stefan Edberg (2)                                   | Boris Becker (2)                                    | 6–2, 6–2, 3–6, 3–6, 6–4                             |
| 1991        | Michael Stich                                       | Boris Becker (3)                                    | 6–4, 7–6(4), 6–4                                    |
| 1992        | Andre Agassi                                        | Goran Ivanišević (1)                                | 6(8)–7, 6–4, 6–4, 1–6, 6–4                          |
| 1993        | Pete Sampras (1)                                    | Jim Courier                                         | 7–6(3), 7–6(6), 3–6, 6–3                            |
| 1994        | Pete Sampras (2)                                    | Goran Ivanišević (2)                                | 7–6(2), 7–6(5), 6–0                                 |
| 1995        | Pete Sampras (3)                                    | Boris Becker (4)                                    | 6(5)–7, 6–2, 6–4, 6–2                               |
| 1996        | Richard Krajicek                                    | MaliVai Washington                                  | 6–3, 6–4, 6–3                                       |
| 1997        | Pete Sampras (4)                                    | Cédric Pioline                                      | 6–4, 6–2, 6–4                                       |
| 1998        | Pete Sampras (5)                                    | Goran Ivanišević (3)                                | 6(2)–7, 7–6(9), 6–4, 3–6, 6–2                       |
| 1999        | Pete Sampras (6)                                    | Andre Agassi                                        | 6–3, 6–4, 7–5                                       |
| 2000        | Pete Sampras (7)                                    | Patrick Rafter (1)                                  | 6(10)–7, 7–6(5), 6–4, 6–2                           |
| 2001        | Goran Ivanišević                                    | Patrick Rafter (2)                                  | 6–3, 3–6, 6–3, 2–6, 9–7                             |
| 2002        | Lleyton Hewitt                                      | David Nalbandian                                    | 6–1, 6–3, 6–2                                       |
| 2003        | Roger Federer (1)                                   | Mark Philippoussis                                  | 7–6(5), 6–2, 7–6(3)                                 |
| 2004        | Roger Federer (2)                                   | Andy Roddick (1)                                    | 4–6, 7–5, 7–6(3), 6–4                               |
| 2005        | Roger Federer (3)                                   | Andy Roddick (2)                                    | 6–2, 7–6(2), 6–4                                    |
| 2006        | Roger Federer (4)                                   | Rafael Nadal (1)                                    | 6–0, 7–6(5), 6(2)–7, 6–3                            |
| 2007        | Roger Federer (5)                                   | Rafael Nadal (2)                                    | 7–6(7), 4–6, 7–6(3), 2–6, 6–2                       |
| 2008        | Rafael Nadal (1)                                    | Roger Federer (1)                                   | 6–4, 6–4, 6(5)–7, 6(8)–7, 9–7                       |
| 2009        | Roger Federer (6)                                   | Andy Roddick (3)                                    | 5–7, 7–6(6), 7–6(5), 3–6, 16–14                     |
| 2010        | Rafael Nadal (2)                                    | Tomáš Berdych                                       | 6–3, 7–5, 6–4                                       |
| 2011        | Novak Đoković (1)                                   | Rafael Nadal (3)                                    | 6–4, 6–1, 1–6, 6–3                                  |
| 2012        | Roger Federer (7)                                   | Andy Murray                                         | 4–6, 7–5, 6–3, 6–4                                  |
| 2013        | Andy Murray (1)                                     | Novak Đoković (1)                                   | 6–4, 7–5, 6–4                                       |
| 2014        | Novak Đoković (2)                                   | Roger Federer (2)                                   | 6(7)–7, 6–4, 7–6(4), 5–7, 6–4                       |
| 2015        | Novak Đoković (3)                                   | Roger Federer (3)                                   | 7–6(1), 6(10)–7, 6–4, 6–3                           |
| 2016        | Andy Murray (2)                                     | Milos Raonic                                        | 6–4, 7–6(3), 7–6(2)                                 |
| 2017        | Roger Federer (8)                                   | Marin Čilić                                         | 6–3, 6–1, 6–4                                       |
| 2018        | Novak Đoković (4)                                   | Kevin Anderson                                      | 6–2, 6–2, 7–6(3)                                    |
| 2019        | Novak Đoković (5)                                   | Roger Federer (4)                                   | 7–6(5), 1–6, 7–6(4), 4–6, 13–12(3)                  |
| 2020        | Non disputato a causa della pandemia di COVID-19    | Non disputato a causa della pandemia di COVID-19    | Non disputato a causa della pandemia di COVID-19    |
| 2021        | Novak Đoković (6)                                   | Matteo Berrettini                                   | 6(4)–7, 6–4, 6–4, 6–3                               |
| 2022        | Novak Đoković (7)                                   | Nick Kyrgios                                        | 4–6, 6–3, 6–4, 7–6(3)                               |
| 2023        | Carlos Alcaraz (1)                                  | Novak Đoković (2)                                   | 1–6, 7–6(6), 6–1, 3–6, 6–4                          |
| 2024        | Carlos Alcaraz (2)                                  | Novak Đoković (3)                                   | 6–2, 6–2, 7–6(4)                                    |
| 2025        | Jannik Sinner                                       | Carlos Alcaraz                                      | 4–6, 6–4, 6–4, 6–4                                  |

### Vittorie per nazione
Aggiornato all'edizione 2025.
| Posizione | Nazione       | Vittorie | Edizioni |
| --------- | ------------- | -------- | --- |
| 1         | Regno Unito   | 37       | 1877, 1878, 1879, 1880, 1881, 1882, 1883, 1884, 1885, 1886, 1887, 1888, 1889, 1890, 1891, 1892, 1893, 1894, 1895, 1896, 1897, 1898, 1899, 1900, 1901, 1902, 1903, 1904, 1905, 1906, 1908, 1909, 1934, 1935, 1936, 2013, 2016 |
| 2         | Stati Uniti   | 33       | 1920, 1921. 1923, 1930, 1931, 1932, 1937, 1938, 1939, 1947, 1948, 1949, 1950, 1951, 1953, 1955, 1959, 1963, 1972, 1974, 1975, 1981, 1982, 1983, 1984, 1992, 1993, 1994, 1995, 1997, 1998, 1999, 2000                         |
| 3         | Australia     | 21       | 1907, 1914, 1919, 1922, 1933, 1952, 1956, 1957, 1958, 1960, 1961, 1962, 1964, 1965, 1967, 1968, 1969, 1970, 1971, 1987, 2002                                                                                                 |
| 4         | Svizzera      | 8        | 2003, 2004, 2005, 2006, 2007, 2009, 2012, 2017 |
| 5         | Francia       | 7        | 1924, 1925, 1926, 1927, 1928, 1929, 1946 |
| 5         | Svezia        | 7        | 1976, 1977, 1978, 1979, 1980, 1988, 1990 |
| 5         | Serbia        | 7        | 2011, 2014, 2015, 2018, 2019, 2021, 2022 |
| 6         | Spagna        | 5        | 1966, 2008, 2010, 2023, 2024 |
| 7         | Germania      | 4        | 1985, 1986, 1989, 1991 |
| 7         | Nuova Zelanda | 4        | 1910, 1911, 1912, 1913 |
| 8         | Croazia       | 1        | 2001 |
| 8         | Rep. Ceca     | 1        | 1973 |
| 8         | Egitto        | 1        | 1954 |
| 8         | Paesi Bassi   | 1        | 1996 |
| 8         | Italia        | 1        | 2025 |

## Tennisti più vittoriosi
| Nome             | Nazione       | Primo titolo | Vittorie |
| ---------------- | ------------- | ------------ | -------- |
| Roger Federer    | Svizzera      | 2003         | 8        |
| Pete Sampras     | Stati Uniti   | 1993         | 7        |
| Novak Djokovic   | Serbia        | 2011         | 7        |
| William Renshaw  | Regno Unito   | 1881         | 7        |
| Laurence Doherty | Regno Unito   | 1902         | 5        |
| Björn Borg       | Svezia        | 1976         | 5        |
| Reginald Doherty | Regno Unito   | 1897         | 4        |
| Anthony Wilding  | Nuova Zelanda | 1910         | 4        |
| Rod Laver        | Australia     | 1961         | 4        |
| Wilfred Baddeley | Regno Unito   | 1891         | 3        |
| Arthur Gore      | Regno Unito   | 1901         | 3        |
| Bill Tilden      | Stati Uniti   | 1920         | 3        |
| Fred Perry       | Regno Unito   | 1934         | 3        |
| John Newcombe    | Australia     | 1967         | 3        |
| John McEnroe     | Stati Uniti   | 1981         | 3        |
| Boris Becker     | Germania      | 1985         | 3        |
| John Hartley     | Regno Unito   | 1879         | 2        |
| Joshua Pim       | Regno Unito   | 1893         | 2        |
| Norman Brookes   | Australia     | 1907         | 2        |
| Gerald Patterson | Australia     | 1919         | 2        |
| Jean Borotra     | Francia       | 1924         | 2        |
| René Lacoste     | Francia       | 1925         | 2        |
| Henri Cochet     | Francia       | 1927         | 2        |
| Don Budge        | Stati Uniti   | 1937         | 2        |
| Lew Hoad         | Australia     | 1956         | 2        |
| Roy Emerson      | Australia     | 1964         | 2        |
| Jimmy Connors    | Stati Uniti   | 1974         | 2        |
| Stefan Edberg    | Svezia        | 1988         | 2        |
| Rafael Nadal     | Spagna        | 2008         | 2        |
| Andy Murray      | Regno Unito   | 2013         | 2        |
| Carlos Alcaraz   | Spagna        | 2023         | 2        |